# МХЛ в сезоне 1992/1993 (составы)
Составы команд, участвовавших в сезоне МХЛ 1992/93.
Указано гражданство хоккеистов, не являвшихся гражданами России (согласно eliteprospects.com).

## 1. «Динамо» Москва
Вратари: Олег Глебов (1 матч, 0 пропущенных шайб), Ильдар Мухометов (47, 88), Сергей Подпузько (1, 1), ? Сергей Поляков (← «Ригас Старс», 8, 15).

Защитники: Владислав Бульин, Сергей Воронов, Сергей Гончар, Евгений Грибко, Александр Карповцев, Дарюс Каспарайтис, Владимир Крамской,  Майк Мюллер, Сергей Сорокин, Дмитрий Филимонов, Олег Шаргородский, Александр Юдин.

Нападающие: Игорь Бахмутов, Илья Воробьев, Владимир Грачев, Игорь Дорофеев, Михаил Здановский, Роман Ильин, Ян Каминский, Сергей Климович, Игорь Королев, Виктор Козлов, Андрей Кузьмин, Андрей Назаров, Дмитрий Назаров, Андрей Николишин, Сергей Петренко, Валерий Черный, Равиль Якубов, Алексей Яшин.

Главный тренер: Пётр Воробьёв.

## 2. «Лада»
Вратари: Андрей Болсуновский (26, 43),  Вадим Никитин (26, 59), Юрий Седнев (1, 3).

Защитники: Олег Бурлуцкий, Олег Волков, Роберт Гайнуллин, Максим Галанов, Павел Зубов, Анатолий Комаров, Олег Кофтун, Виталий Кравец, Игорь Никитин, Денис Павлихин, Юрий Панов, Сергей Плотников, Георгий Рулин, Игорь Рыжих, Владимир Тарасов, Денис Цыгуров, Рафик Якубов.

Нападающие: Алексей Алексеев, Вячеслав Безукладников, Валерий Белов, Алексей Белянков, Эдуард Горбачев, Петр Горюнов, Павел Десятков, Анатолий Емелин, Александр Иванов, Алексей Игонченко, Константин Исупов, Андрей Коняхин, Сергей Котлов, Евгений Кудимов, Константин Кузьмичев, Сергей Кулаков, Сергей Марчков, Денис Метлюк, Айдар Мусакаев, Евгений Наумов, Александр Нестеров, Андрей Разин, Александр Романенко, Иван Свинцицкий, Антон Сизенко, Вадим Шайдуллин, Алексей Яшин.

Главный тренер: Геннадий Цыгуров.

## 3. «Трактор»
Вратари: Михаил Емельянов (1, 5), Андрей Зуев (48, 117), Остап Плосков (4, 3).

Защитники: Владимир Гапонов (→ «Авангард»),  Вадим Гловацкий, Олег Давыдов, Сергей Колесник, Валерий Никулин, Андрей Сапожников, Сергей Тертышный, Алексей Чикалин, Александр Шварев, Юрий Усенко.

Нападающие: Константин Астраханцев, Игорь Варицкий, Антон Галлямов, Сергей Гомоляко, Равиль Гусманов, Дмитрий Демидов, Владимир Зоркин, Сергей Иванов, Валерий Карпов (← ЦСКА), Владимир Кречин, Андрей Кудинов, Павел Лазарев, Олег Мальцев, Сергей Пуртов, Максим Смельницкий, Игорь Федулов, Сергей Хрущев, Олег Черкасов.

Главный тренер: Валерий Белоусов.

## 4. «Крылья Советов»
- вр Браташ, Олег Владимирович
- вр Звягин, Сергей Евгеньевич
- защ Бобков, Роман Александрович
- защ Брезгунов, Вадим Анатольевич
- защ Ерофеев, Дмитрий Евгеньевич
- защ Иванов, Игорь Владимирович
- защ Кузнецов, Юрий Борисович
- защ Подрезов, Вадим Евгеньевич
- защ Скопинцев, Андрей Борисович
- защ Сташенков, Илья Владимирович
- защ Страхов, Юрий Николаевич
- защ Твердовский, Олег Фёдорович
- защ Чуканов, Максим Валерьевич
- защ Щедров, Николай Николаевич
- нап Бойков, Александр Рафаилович
- нап Борисков, Игорь Анатольевич
- нап Быковский, Борис Анатольевич
- нап Волков, Михаил Борисович
- нап Гоголев, Дмитрий Владимирович
- нап Зайцев, Сергей Фёдорович
- нап Зеленчев, Игорь Владимирович
- нап Золотов, Сергей Владимирович
- нап Кадыков, Павел Борисович
- нап Кудашов, Алексей Николаевич
- нап Погонин, Алексей Владимирович
- нап Потайчук, Андрей Александрович
- нап Пряхин, Сергей Васильевич
- нап Рачков, Константин Борисович
- нап Савченков, Александр Александрович
- нап Степанов, Алексей Борисович
- нап Тепляков, Дмитрий Михайлович
- нап Терехов, Владимир Владимирович
- нап Томилин, Виталий Владимирович
- нап Хасанов, Ринат Равильевич
- нап Яшин, Олег Сергеевич → «Химик»
- Главный тренер: Игорь Дмитриев.

## «Авангард»
- вр Дмитриев, Александр Фролович
- вр Лойферман, Евгений Михайлович
- защ  Архипов, Виктор Владимирович
- защ Гапонов, Владимир Михайлович ← «Трактор»
- защ Капуловский, Владимир Иванович
- защ Качесов, Олег Викторович
- защ Коробкин, Сергей Леонидович
- защ Логинов, Альберт Леонидович
- защ Маслюков, Константин Николаевич
- защ Рычков, Евгений Юрьевич
- защ Угольников, Олег Валерьевич
- нап Беляков, Виктор Николаевич
- нап Бердников, Сергей Павлович
- нап Ботвинко, Валерий Борисович
- нап Губарев, Сергей Иванович
- нап Дякив, Игорь Степанович
- нап Елаков, Сергей Анатольевич
- нап Еловиков, Владимир Ильич
- нап Ермолин (Потапов), Михаил Юрьевич
- нап Ждахин, Алексей Геннадьевич
- нап Жеребцов, Сергей Валентинович
- нап Клемешов, Юрий Николаевич
- нап  Корешков, Игорь Геннадьевич
- нап Кузнецов, Юрий Владимирович
- нап Латышев, Игорь Михайлович
- нап Пархоменко, Дмитрий Геннадьевич
- нап  Шастин, Евгений Евгеньевич
- Главный тренер: Леонид Киселёв.

## СКА
- вр Иванников, Валерий Николаевич
- вр Кореньков, Кирилл Витальевич
- вр Соколов, Максим Анатольевич
- защ Алексушин, Владимир Борисович
- защ Алёхин, Дмитрий Борисович
- защ Давыдов, Марат Хайдарович
- защ Евдокимов, Игорь Михайлович
- защ Жеребенков, Дмитрий Александрович
- защ Жуков, Сергей Борисович
- защ Ивакин, Василий Викторович
- защ Иванов, Игорь Викторович
- защ Рубов, Алексей Владимирович
- защ Сивов, Александр Владимирович
- защ Фролов, Дмитрий Николаевич
- защ Цветков, Дмитрий Николаевич
- защ Шенделев, Сергей Викторович
- нап Акимов, Николай Владимирович
- нап Андреев, Владимир Николаевич
- нап Беляков, Виктор Евгеньевич
- нап Виноградов, Александр Львович
- нап Егоров, Алексей Юрьевич
- нап Ефимов, Алексей Валентинович
- нап Зыбин, Александр Викторович
- нап Каменев, Василий Вадимович
- нап Клемантович, Павел Андреевич
- нап Лавров, Вячеслав Васильевич
- нап  Логинов, Иван Владимирович
- нап Петров, Валерий Валентинович
- Главный тренер: Борис Михайлов.

## «Металлург» Магнитогорск
- вр Бессонов, Андрей Васильевич
- вр Семёнов, Александр Сергеевич
- вр Тортунов, Борис Владимирович
- защ Галимжанов, Рашит Рафикович
- защ Губарев, Евгений Михайлович
- защ Денисов, Денис Борисович
- защ  Залипятских, Сергей Геннадьевич
- защ Исаев, Юрий Алексеевич
- защ Исаков, Константин Александрович
- защ Мажугин, Андрей Иванович
- защ Мартемьянов, Андрей Алексеевич
- защ Мишенин, Вячеслав Анатольевич
- защ Мусатаев, Георгий Александрович
- защ Мухин, Евгений Георгиевич → «Автомобилист» Е
- защ Скомороха, Андрей Владимирович → «Автомобилист» Е
- защ Тютиков, Евгений Гаврилович
- защ Шалыгин, Евгений Валерьевич
- нап Гольц, Александр Львович
- нап Громилин, Владимир Владимирович
- нап  Девятков, Сергей Николаевич
- нап Иванов, Дмитрий Олегович
- нап Князев, Игорь Фёдорович
- нап Кузнецов, Андрей Алексеевич
- нап Марусов, Виктор Викторович
- нап  Могильников, Сергей Петрович
- нап Осипов, Сергей Юрьевич
- нап Панин, Валерий Геннадьевич
- нап Пудовкин, Евгений Михайлович
- нап Сальников, Виктор Владимирович
- нап Старковский, Игорь Алексеевич
- нап Ульшин, Игорь Константинович
- нап  Филиппов, Дмитрий Владимирович
- нап Хромых, Владислав Анатольевич
- нап Шпигало, Юрий Валентинович
- Главный тренер: Валерий Постников.

## «Торпедо» Ярославль
- вр Галкин, Игорь Витальевич
- вр Мыльников, Сергей Александрович
- защ Амелин, Алексей Викторович
- защ Жуков, Андрей Борисович
- защ Ковальков, Михаил Павлович
- защ Комиссаров, Олег Викторович
- защ Красоткин, Дмитрий Иванович
- защ Мартынов, Игорь Юрьевич
- защ Матюхов, Эдуард Олегович
- защ Соболев, Андрей Владимирович
- защ Суярков, Сергей Владимирович
- защ Шведов, Владислав Владимирович
- защ Юбин, Ильдар Владимирович
- нап Агеев, Александр Николаевич
- нап Ардашев, Александр Аркадьевич
- нап Астафуров, Константин Николаевич
- нап Башкатов, Егор Вячеславович
- нап Горшков, Алексей Валентинович
- нап Евдокимычев, Геннадий Вячеславович
- нап Елкин, Андрей Евгеньевич
- нап Затевахин, Дмитрий Юрьевич
- нап Зинин, Дмитрий Эдуардович
- нап Казакевич, Михаил Николаевич
- нап Колесов, Андрей Рудольфович
- нап Курочкин, Вячеслав Павлович
- нап Львов, Анатолий Львович
- нап Мартынюк, Сергей Станиславович
- нап  Микешин, Михаил Владимирович
- нап Обушный, Евгений Борисович
- нап Перегудов, Константин Викторович
- нап Преображенский, Дмитрий Александрович
- нап Романов, Станислав Николаевич
- нап Самылин, Владимир Иванович
- нап Тарасенко, Андрей Владимирович
- нап  Трасеух, Алексей Борисович
- нап Чинахов, Виталий Владимирович → «Молот»
- Главный тренер: Сергей Николаев.

## «Салават Юлаев»
- вр Васильев, Игорь Владимирович
- вр Никифоров, Александр Викторович
- защ Алексеев, Владимир Михайлович
- защ Васильев, Олег Михайлович
- защ  Волков, Андрей Владимирович ← «Автомобилист» К
- защ Галеев, Артур Мунирович
- защ Давлетшин, Валерий Рафикович
- защ Камалетдинов, Рустем Фанюсович
- защ Лопатин, Сергей Николаевич
- защ Потапов, Михаил Владимирович
- защ Сафин, Венер Расихович
- защ Цулыгин, Николай Леонидович
- защ Яханов, Андрей Викторович
- нап Афиногенов, Денис Александрович
- нап Быков, Николай Анатольевич
- нап Гареев, Алик Амирханович
- нап Давлетов, Андрей Эуфэтович
- нап Денисов, Дмитрий Витальевич
- нап Заварухин, Николай Николаевич
- нап Иванов, Юрий Владимирович
- нап Меньшенин, Юрий Анатольевич
- нап Муфтиев, Раиль Мнавирович
- нап Полозов, Константин Александрович
- нап Салдин, Олег Анатольевич
- нап Свержов, Александр Александрович
- нап Ситников, Олег Алексеевич
- нап Сулейманов, Руслан Мухаметханафович
- нап Тимофеев, Борис Михайлович
- нап Хаев, Вячеслав Александрович
- нап Хайруллин, Айдар Равихович
- нап Шарифьянов, Вадим Римович
- нап Юнусов, Альфред Асфанович
- Главный тренер: Рафаил Ишматов.

## «Спартак»
- вр Марьин, Алексей Борисович
- вр Федотов, Андрей Владимирович
- вр Шевцов, Олег Борисович
- защ Бутко, Сергей Михайлович
- защ Лынов, Юрий Алексеевич
- защ Макаров, Илья Сергеевич
- защ Митькин, Михаил Юрьевич
- защ Путилин, Алексей Александрович
- защ Сёмин, Николай Васильевич
- защ Терехов, Александр Вячеславович
- защ Уваев, Вячеслав Викторович
- защ Ящин, Юрий Вячеславович
- нап Барков, Александр Эдгардович
- нап Евтюхин, Георгий Витальевич
- нап Иванов, Михаил Викторович
- нап Клевакин, Дмитрий Владимирович
- нап Козлов, Сергей Викторович
- нап Коротков, Константин Сергеевич
- нап Маринин, Олег Николаевич
- нап Незлобин, Михаил Вячеславович
- нап  Немировский, Михаил Семёнович
- нап Попугаев, Андрей Александрович
- нап Рожков, Дмитрий Николаевич
- нап Селиванов, Александр Юрьевич
- нап Ткач, Станислав Игоревич
- нап Ткачук, Алексей Васильевич
- нап Шаламай, Сергей Анатольевич
- нап Шамолин, Дмитрий Вадимович
- нап Яковенко, Владислав Сергеевич
- Главный тренер: Александр Якушев.

## «Торпедо» Усть-Каменогорск
- вр  Бородулин, Владимир Ильич
- вр  Еремеев, Виталий Михайлович
- вр  Набоков, Евгений Викторович
- вр  Шимин, Александр Николаевич
- защ  Антипин, Владимир Юрьевич
- защ  Артеменко, Александр Сергеевич
- защ  Быстрянцев, Виктор Николаевич
- защ  Гасников, Александр Александрович
- защ  Еремеев, Павел Анатольевич
- защ  Земляной, Игорь Степанович
- защ  Каменский, Игорь Витальевич
- защ  Кац, Виталий Александрович
- защ  Кислицын, Сергей Анатольевич
- защ  Коваленко, Олег Евгеньевич
- защ  Кузьмин, Евгений Александрович
- защ  Медведев, Игорь Евгеньевич
- защ  Никитин, Игорь Валерьевич
- защ  Полковников, Максим Николаевич
- защ  Пручковский, Андрей Александрович
- защ  Савенков, Андрей Владимирович
- защ  Соколов, Андрей Павлович
- защ  Трегубов, Виталий Владимирович
- защ  Трощинский, Алексей Борисович
- защ  Федорченко, Виктор Ильич
- нап  Антипов, Сергей Анатольевич
- нап  Беляевский, Игорь Константинович
- нап  Ефремов, Владимир Юрьевич
- нап Жуков, Алексей Юрьевич
- нап  Завьялов, Владимир Владимирович
- нап  Каменцев, Павел Геннадьевич
- нап  Каратаев, Юрий Иванович
- нап  Комиссаров, Максим Андреевич
- нап  Корешков, Александр Геннадьевич
- нап  Корешков, Евгений Геннадьевич
- нап  Кравец, Игорь Владимирович
- нап  Кряжев, Олег Владимирович
- нап  Мухаметов, Мурат Муктасимович ← «Автомобилист» К
- нап  Пчеляков, Андрей Владимирович
- нап  Сагымбаев, Ерлан Ерлесович
- нап  Самохвалов, Андрей Викторович
- нап  Соловьёв, Андрей Михайлович
- нап  Сподаренко, Константин Григорьевич
- нап  Филатов, Анатолий Алексеевич
- нап  Цыба, Андрей Владимирович
- нап  Шафранов, Константин Витальевич
- нап  Шипулин, Роман Васильевич
- нап  Шнайдер, Валерий Львович
- Главный тренер:  Владимир Гольц.

## «Ригас Старс» / «Пардаугава»
- вр  Зинков, Андрей
- вр ? Поляков, Сергей Алексеевич → «Динамо» М
- вр  Скудра, Петерис Янович
- защ  Береснев, Леонид Аркадьевич
- защ  Бондарев, Игорь Анатольевич
- защ  Григорьев, Константин
- защ  Купакс, Артур
- защ  Лавиньш, Родриго
- защ  Озолиньш, Рональдс
- защ  Сейейс, Нормундс
- защ  Скрастыньш, Карлис Мартинович
- защ  Цеплис, Гатис
- защ  Шишкович, Александр Андреевич
- нап  Аболс, Артис
- нап  Болдавешко, Сергей
- нап  Игнатович, Андрей Николаевич
- нап  Керч, Александр Ярославович
- нап  Ниживий, Александр Богданович
- нап  Опульскис, Юрис
- нап  Разгалс, Айгарс Антонович
- нап  Семёнов, Александр Владимирович
- нап  Сенин, Сергей Викторович
- нап  Тамбиев, Леонид Григорьевич
- нап  Томанс, Янис
- нап  Фроликов, Алексей Викторович
- нап  Хромченков, Алексей
- нап  Ципрусс, Айгарс
- нап  Чунчуков, Александр
- нап  Юрьенко, Олег Леонидович
- Главный тренер: Юрий Репс.

## «Автомобилист» Екатеринбург
- вр Семёнов, Александр Сергеевич
- вр Соловьёв, Виталий Евгеньевич
- вр Ширгазиев, Альберт Наилович
- защ Авдеев, Виктор Витальевич
- защ Васильев, Анатолий Георгиевич
- защ Велижанин, Павел Григорьевич
- защ Зайцев, Андрей Анатольевич
- защ Зверев, Дмитрий Альбертович
- защ Каримов, Владимир Ренатович
- защ Коршунов, Андрей Николаевич
- защ Мухин, Евгений Георгиевич ← «Металлург» М
- защ Нарушко, Сергей Игоревич
- защ Отмахов, Владислав Валерьевич
- защ Поротников, Олег Геннадьевич
- защ Скомороха, Андрей Владимирович ← «Металлург» М
- нап Баландин, Андрей Иванович
- нап Безроднов, Александр Робертович
- нап Гатаулин, Захар Галимович
- нап Ерёмин, Владимир Александрович
- нап Зайков, Олег Анатольевич
- нап Лукиянов, Игорь Юрьевич
- нап Митин, Денис Владимирович
- нап Петраков, Андрей Александрович
- нап Пирожков, Дмитрий Владимирович
- нап Попов, Дмитрий Владимирович
- нап Субботин, Андрей Николаевич
- нап Таран, Дмитрий Петрович
- нап Тимощенков, Виктор Васильевич
- нап Хазов, Андрей Юрьевич
- нап Хритошин, Станислав Олегович
- нап Шпаковский, Дмитрий Иванович
- нап Щекотов, Алексей Иванович
- Главный тренер: Виктор Кутергин.

## «Сокол-Эскулап»
- вр  Бруль, Евгений Васильевич
- вр  Вьюхин, Александр Евгеньевич
- вр  Михайлов, Юрий Владимирович
- защ  Бущан, Андрей Петрович
- защ  Гаркуша, Сергей Владимирович
- защ  Гунько, Юрий Дмитриевич
- защ  Джус, Александр Владимирович
- защ  Завальнюк, Вячеслав Дмитриевич
- защ  Кирик, Владимир Михайлович
- защ  Климентьев, Сергей Владимирович
- защ  Крамаренко, Дмитрий Александрович
- защ  Лубнин, Сергей Николаевич
- защ  Олексиенко, Андрей Алексеевич
- защ  Полковников, Олег Олегович
- защ  Савицкий, Александр Валерьевич
- защ  Савченко, Андрей Николаевич
- защ  Чумак, Сергей Дмитриевич?
- нап  Алипов, Евгений Леонидович
- нап  Балабан, Олег Леонидович
- нап  Бауба, Дайнюс
- нап  Бобровников, Василий Валентинович
- нап  Буценко, Константин Леонидович
- нап  Василенко, Василий Евгеньевич
- нап  Гончаренко, Виктор Анатольевич
- нап  Ковешников, Анатолий Леонидович
- нап  Кулабухов, Вадим Викторович
- нап  Литвиненко, Виталий Иванович
- нап  Лола, Сергей Николаевич
- нап  Марковский, Дмитрий Анатольевич
- нап  Матвийчук, Александр Николаевич
- нап  Млинченко, Евгений Александрович
- нап  Найда, Анатолий Иванович
- нап  Олецкий, Валентин Арнольдович
- нап  Пидгурский, Дмитрий Иванович
- нап  Пролыгин, Константин Дмитриевич
- нап  Реута, Виктор Анатольевич
- нап  Семенченко, Виталий Сергеевич
- нап  Синьков, Олег Владимирович
- нап  Сирык, Владислав Викторович
- нап  Сливченко, Вадим Николаевич
- нап  Степанищев, Анатолий Николаевич
- нап  Сухенко, Александр Павлович
- нап  Фадеев, Михаил Александрович
- нап  Шахрайчук, Вадим Валерьевич
- нап  Шуст, Игорь Анатольевич
- Главный тренер:  Александр Фадеев.

## «Химик»
- вр Лаврецкий, Олег Николаевич
- вр Червяков, Алексей Алексеевич
- вр  Шундров, Юрий Александрович
- защ Ждан, Александр Николаевич
- защ Кобзев, Олег Анатольевич
- защ Монаенков, Игорь Александрович
- защ Пережогин, Сергей Юрьевич
- защ Селянин, Сергей Валентинович
- защ Сырцов, Николай Александрович
- защ Тимофеев, Дмитрий Петрович
- защ Толоконников, Владимир Александрович
- защ Шулаков, Дмитрий Юрьевич
- защ Яковенко, Андрей Васильевич
- защ Яшкин, Алексей Михайлович
- нап Александров, Игорь Сергеевич
- нап Бердичевский, Лев Сергеевич
- нап Березин, Сергей Евгеньевич
- нап Васильев, Андрей Владимирович
- нап Гаранин, Евгений Евгеньевич
- нап Дёмин, Иван Анатольевич
- нап Жинков, Александр Александрович
- нап Злов, Юрий Владимирович
- нап Казаков, Александр Анатольевич
- нап Квартальнов, Дмитрий Вячеславович
- нап Климантов, Алексей Васильевич
- нап Левенок, Александр Александрович
- нап Мошан, Аркадий Михайлович
- нап Оксюта, Роман Николаевич
- нап Поликаркин, Вячеслав Сергеевич
- нап Сандрогайлов, Дмитрий Владимирович
- нап Сантурян, Олег Валерьевич
- нап Сырцов, Александр Геннадьевич
- нап Чербаев, Александр Викторович
- нап Чибиряев, Александр Львович
- нап Яшин, Олег Сергеевич ← «Кр. Советов»
- Главный тренер: Геннадий Сырцов.

## «Торпедо» Нижний Новгород
- вр Ивашкин, Алексей Валерьевич
- вр Игнатенко, Алексей Юрьевич
- защ Воеводин, Николай Анатольевич
- защ Галихманов, Вадим Рашидович
- защ Голышев, Николай Иванович
- защ Данчишин, Александр Анатольевич
- защ Жуков, Павел Иванович
- защ Комаров, Павел Владимирович
- защ Куликов, Андрей Александрович
- защ Куприянов, Александр Александрович
- защ Латин, Лев Николаевич
- защ Мусатов, Вадим Юрьевич
- защ Наместников, Олег Юрьевич
- защ Пресняков, Михаил Михайлович
- нап Белозерцев, Эдуард Петрович
- нап Бобарико, Евгений Викторович
- нап Богусевич, Юрий Фирсович
- нап Брайцев, Сергей Борисович
- нап Васенёв, Александр Вадимович
- нап Галкин, Андрей Алексеевич
- нап Горев, Роман Юрьевич
- нап Железнов, Андрей Александрович
- нап Иванов, Алексей Васильевич
- нап Киреев, Владимир Генрихович
- нап Коньков, Владимир Валерьевич
- нап Новосёлов, Сергей Александрович
- нап Орлов, Владимир Владимирович
- нап Ротанов, Алексей Петрович
- нап Смирнов, Василий Викторович
- нап Торгаев, Павел Викторович
- нап Трошин, Александр Николаевич
- нап Ушаков, Алексей Геннадьевич
- нап Чупров, Михаил Валентинович
- нап Чырыч, Сергей Жоржович
- нап Шестериков, Сергей Владимирович
- Главный тренер: Валерий Шапошников.

## «Металлург» Череповец
- вр Никитин, Юрий Александрович
- вр Черкас, Павел Игоревич
- вр Чижевский, Александр Дмитриевич
- защ Ачапкин, Олег Михайлович
- защ Басалгин, Андрей Тимофеевич
- защ Гайлик, Юрий Викторович
- защ Глебов, Игорь Александрович
- защ Круглов, Алексей Иванович
- защ Лешко, Владимир Валентинович
- защ  Менченков, Александр Владимирович
- защ Михалкевич, Евгений Леонидович
- защ Резепов, Александр Ризанурович
- защ  Салиев, Валерий
- защ Солин, Виталий Александрович
- защ Хайдин, Андрей Николаевич
- защ  Цветков, Максим Александрович
- защ Швецов, Сергей Викторович
- нап Барсуков, Алексей Михайлович
- нап Болтунов, Олег Иванович
- нап Вершинин, Владимир Васильевич
- нап Воробьёв, Владимир Анатольевич
- нап Деев, Яков Валерьевич
- нап Иванов, Алексей Павлович
- нап Ивлиев, Игорь Петрович → «Кристалл»
- нап  Иченский, Сергей Леонидович
- нап Кознев, Алексей Валентинович
- нап Кондрашкин, Сергей Вячеславович
- нап Кочин, Владимир Анатольевич
- нап Никулин, Игорь Борисович
- нап Панфиленков, Станислав Вячеславович
- нап Петров, Игорь Зинонович
- нап Попов, Алексей Николаевич
- нап Сироткин, Владимир Валерьевич
- нап Скворцов, Алексей Викторович
- нап Смирнов, Андрей Вениаминович
- нап Соколов, Алексей Борисович
- нап Уйманов, Владимир Викторович
- нап Чистяков, Алексей Владимирович
- Главный тренер: Владимир Голев.

## «Итиль»
- вр Абрамов, Сергей Михайлович
- вр Бахуташвили, Константин
- вр Павлюков, Василий Анатольевич
- защ Балмин, Дмитрий Анатольевич
- защ Валиуллин, Эдуард Ренадович
- защ Завьялов, Александр Васильевич
- защ Зубков, Андрей Фёдорович
- защ Лабзов, Леонид Владимирович
- защ Макаров, Владислав Валентинович
- защ Нигматуллин, Халим Хакимуллович
- защ Петров, Дмитрий Михайлович
- защ Пучков, Алексей Геннадьевич
- защ Рахин, Вячеслав Викторович
- защ Сенкевич, Всеволод Владимирович
- защ Старостин, Владимир Юрьевич
- нап Агеев, Игорь Геннадьевич
- нап Баранов, Роман Геннадьевич
- нап Варгин, Леонид Владимирович
- нап Веселов, Глеб Анатольевич
- нап Власов, Олег Юрьевич
- нап Гарифуллин, Алмаз Миннеханович
- нап Гизатуллин, Ильнур Альфридович
- нап Зуев, Алексей Геннадьевич
- нап Кадейкин, Айрат Хайдарович
- нап Канюков, Сергей Валерьевич
- нап Касьянов, Ринат Римович
- нап Крашенинников, Игорь Валерьевич
- нап Кудерметов, Эдуард Дамирович
- нап Макаров, Андрей Сергеевич
- нап Сарматин, Михаил Сергеевич
- нап Толоконцев, Олег Махаммадович
- нап Чепрасов, Евгений Валерьевич
- нап Чупин, Алексей Геннадьевич
- нап Юркин, Антон Павлович
- Главный тренер: Виктор Кузнецов.

## «Динамо» Минск
- вр  Гаврилёнок, Александр Яковлевич
- вр  Шумидуб, Александр Николаевич
- защ  Алексеев, Александр Юрьевич
- защ  Аскаров, Марат Рафкатович
- защ  Дьяконов, Эдуард Александрович
- защ  Еркович, Сергей Анатольевич
- защ  Копать, Владимир Николаевич
- защ  Макрицкий, Александр Петрович
- защ  Матушкин, Игорь Витальевич
- защ  Романов, Олег Константинович
- защ  Салей, Руслан Альбертович
- защ  Стась, Сергей Леонидович
- защ  Хмыль, Олег Владимирович
- защ  Цыплаков, Александр Викторович
- нап  Андриевский, Андрей Александрович
- нап  Антоненко, Олег Владимирович
- нап  Бекбулатов, Вадим Николаевич
- нап  Долишня, Вячеслав Валентинович
- нап  Занковец, Эдуард Константинович
- нап  Каленицкий, Владимир Анатольевич
- нап  Карачун, Виктор Иосифович
- нап  Ложкин, Алексей Юрьевич
- нап  Овсянников, Дмитрий Владимирович
- нап ? Олимпиев, Сергей Викторович
- нап  Панков, Василий Николаевич
- нап  Панков, Дмитрий Николаевич
- нап  Расолько, Андрей Евгеньевич
- нап  Скабелка, Андрей Владимирович
- нап  Тарновский, Игорь
- нап  Файков, Юрий Александрович
- нап  Чернявский, Сергей Александрович
- нап  Шитковский, Сергей Сергеевич
- Главный тренер:  Владимир Сафонов (до 16 ноября),  Андрей Сидоренко.

## «Молот»
- вр Ерохин, Валерий Александрович
- вр Седов, Вячеслав Валентинович
- вр Хомутов, Дмитрий Анатольевич
- защ Березин, Вадим Викторович
- защ Галкин, Вадим Николаевич
- защ Галкин, Сергей Викторович
- защ Ганжа, Валерий Николаевич
- защ Гущин, Олег Александрович
- защ Кириллов, Дмитрий Геннадьевич
- защ Мильто, Сергей Владимирович
- защ Стержанов, Мурат Леонидович
- нап Ахметов, Евгений Каримович
- нап Губанов, Сергей Александрович
- нап Гулявцев, Александр Вячеславович
- нап Ипатов, Михаил Александрович
- нап Костарев, Борис Николаевич
- нап Мартьянов, Олег Николаевич
- нап Муллагалеев, Марат Миргазизович
- нап Нечаев, Сергей Владимирович
- нап Панин, Алексей Валерьевич
- нап Плотников, Алексей Васильевич
- нап Погодин, Алексей Николаевич
- нап Романов, Дмитрий Алексеевич
- нап Савчук, Олег Ростиславович
- нап Смагин, Александр Сергеевич
- нап Солдатов, Михаил Валентинович
- нап Чинахов, Виталий Владимирович ← «Торпедо» Я
- нап Щелкунов, Вадим Валерьевич
- Главный тренер: Владимир Фокеев.

## «Металлург» Новокузнецк
- вр Курошин, Дмитрий Николаевич
- вр Филиппенко, Александр Николаевич
- вр Финагин, Андрей Васильевич
- защ Бакланов, Евгений Викторович
- защ Буценко, Вадим Анатольевич
- защ Голденков, Евгений Алексеевич
- защ Евстафьев, Андрей Иванович
- защ Зуев, Юрий Александрович
- защ Кицын, Алексей Иванович
- защ Кутовой, Юрий Яковлевич
- защ Трофилов, Сергей Николаевич
- защ Трощенков, Андрей Владимирович
- нап Баталов, Александр Геннадьевич
- нап Воронов, Александр Юрьевич
- нап Гросс, Олег Иоганесович
- нап Долгов, Андрей Сергеевич
- нап Зайцев, Дмитрий Сергеевич
- нап Зырянов, Андрей Геннадьевич
- нап Калинин, Сергей Анатольевич
- нап Китов, Александр Сергеевич
- нап Кормачев, Владимир Николаевич
- нап Лантратов, Сергей Сергеевич
- нап Макаров, Андрей Юрьевич
- нап Макеев, Олег Владимирович
- нап Малахов, Александр Анатольевич
- нап Морозов, Вадим Геннадьевич
- нап Рагулин, Александр Борисович
- нап Смирнов, Андрей Васильевич
- нап Чурабаев, Александр Анатольевич
- Главный тренер: Александр Заикин.

## «Кристалл» Саратов
- вр Николаев, Сергей Геннадьевич
- вр Щеблинов, Алексей Юрьевич
- защ Кривоножкин, Алексей Александрович
- защ Люлин, Андрей Викторович
- защ Милёхин, Михаил Викторович
- защ Порхунов, Дмитрий Анатольевич
- защ  Сидоров, Валерий Николаевич
- защ Симонов, Сергей Владимирович
- защ Стулов, Дмитрий Георгиевич
- защ Турковский, Василий Николаевич
- защ Шубинов, Михаил Владимирович
- нап Бурханов, Али Шамильевич
- нап Володин, Фёдор Геннадьевич
- нап Горбачев, Сергей Александрович
- нап Евсеев, Андрей Вячеславович
- нап Ермошин, Дмитрий Валерьевич
- нап Жебровский, Сергей Валерьевич
- нап Ивлиев, Игорь Петрович ← «Металлург» Ч
- нап Исаков, Алексей Геннадьевич
- нап Королёв, Андрей Викторович
- нап Мартынов, Сергей Владимирович
- нап Молотилов, Вадим Анатольевич
- нап Самошкин, Сергей Владимирович
- нап Стародубцев, Денис Владимирович
- нап Степанов, Игорь Витальевич
- нап Толстых, Сергей Викторович
- нап Черепуха, Николай Николаевич
- Главный тренер: Виктор Садомов.

## ЦСКА
- вр Михайловский, Максим Михайлович
- вр  Наумов, Сергей Иванович
- вр Хабибулин, Николай Александрович
- защ Борисычев, Илья Ильич
- защ Дёмин, Василий Викторович
- защ Доронин, Андрей Владимирович
- защ Ересько, Юрий Юрьевич
- защ Ефимов, Геннадий Геннадьевич
- защ Зубов, Сергей Александрович
- защ Миронов, Борис Олегович
- защ Мозгунов, Роман Анатольевич
- защ Наместников, Евгений Юрьевич
- защ Октябрёв, Артур Сергеевич
- защ Осадчий, Александр Николаевич
- защ Шальнов, Станислав Юрьевич
- нап Белобрагин, Михаил Юрьевич
- нап Белов, Олег Иванович
- нап Брылин, Сергей Владимирович
- нап Буцаев, Вячеслав Геннадьевич
- нап Винокуров, Денис Вячеславович
- нап Горенко, Дмитрий Васильевич
- нап Дубков, Илья Андреевич
- нап Евстигнеев, Павел Геннадьевич
- нап Жашков, Владимир Викторович
- нап Карпов, Валерий Евгеньевич → «Трактор»
- нап Коваленко, Андрей Николаевич
- нап  Кожокин, Геннадий Николаевич
- нап Кулешов, Юрий Викторович
- нап  Лазаренко, Алексей Михайлович
- нап Лещёв, Альберт Викторович
- нап Ложкин, Денис Юрьевич
- нап Макаров, Сергей
- нап Морозов, Валентин Алексеевич
- нап Муравьев, Сергей Николаевич
- нап Пиголицын, Денис Николаевич
- нап Скопцов, Александр Сергеевич
- нап Смирнов, Андрей Юрьевич
- нап  Старостенко, Дмитрий Валерьевич
- нап Харламов, Александр Валерьевич
- Главный тренер: Виктор Тихонов.

## «Автомобилист» Караганда
- вр  Баландин, Владимир Викторович
- вр  Шиляев, Леонид Александрович
- защ Александров, Виктор Иванович
- защ  Болякин, Олег Владимирович
- защ  Волков, Андрей Владимирович → «С. Юлаев»
- защ  Дубровский, Дмитрий Радомирович
- защ  Михайлис (Кобель), Юрий Владимирович
- защ  Петров, Сергей Викторович
- защ  Смольяков, Андрей
- защ  Стрюков, Олег Анатольевич
- защ  Шеститко, Валерий Павлович
- защ  Яковенко, Сергей Александрович
- нап  Авдеев, Евгений
- нап  Белкин, Сергей Владимирович
- нап  Высоцкий, Александр Анатольевич
- нап  Галинко, Андрей Владимирович
- нап  Залипятских, Андрей Геннадьевич
- нап  Куксов, Сергей Владимирович
- нап  Мурзин, Алексей Раисович
- нап  Мухаметов, Мурат Муктасимович → «Торпедо» УК
- нап  Николаев, Игорь Юрьевич
- нап  Петров, Михаил Владимирович
- нап  Пикалов, Юрий Владимирович
- нап  Салимов, Олег Вахмуратович
- нап  Фёдоров, Дмитрий Викторович
- нап  Филиппов, Александр Владимирович
- нап  Харитонов, Александр Владимирович
- нап  Шулаев, Олег Вениаминович
- нап  Щедрин, Михаил Николаевич
- Главный тренер:  Пётр Павлюченко.